# ルーリーうめ子のなんでもやります課???
ルーリーうめ子のなんでもやります課???（ルーリーうめこのなんでもやりますか）は、つくばテレビが制作、アイドル専門チャンネルPigooで2010年6月から2015年6月まで放送されていたバラエティ番組である。

## 概要
アイドリング!!!メンバーで芸能事務所「プロダクション尾木」に所属している横山ルリカ（1期生・ルーリー）と河村唯（2期生・うめ子）によるバラエティ番組。略称はルリうめ。
2012年3月(#22)まではつくばテレビが運営する姉妹チャンネルのエンタ!371でも放送していたが、同チャンネルの編成方針変更により、2012年4月(#23)よりPigooHD（現・アイドル専門チャンネルPigoo）のみの放送に変更された。また、2013年9月(#40)までは1時間番組だったが、同年10月(#41)以降は30分番組に縮小となった。
それに伴い、番組オープニング映像の番組説明が「アイドリング!!!の横山ルリカと河村唯がアイドルには出来ない過酷な職業を体験して人として成長していく姿を描く感動巨編!!」から「アイドリング!!!9号・横山ルリカと12号・河村唯がゆるッとマッタリお送りするゆるグダバラエティーです!」に変更されている。

## 放送内容
| 回 | 放送日（初回） | 内容 |
| -- | -------------- | --- |
| 1  | 2010年6月3日   | 旅館で仲居1日体験（鴨川温泉・鴨川館）                                                                                                  |
| 2  | 2010年7月1日   | 海岸清掃（鵠沼海岸・由比ヶ浜・逗子海岸）                                                                                               |
| 3  | 2010年8月2日   | トライアスロン編(1) |
| 4  | 2010年9月2日   | トライアスロン編(2) |
| 5  | 2010年10月3日  | トライアスロン 完結編 |
| 6  | 2010年11月1日  | 牧場で飼育体験（成田ゆめ牧場） ※この回より「ルーリーうめ子のなんでも話します課???」（フリートーク）コーナー開始                        |
| 7  | 2010年12月2日  | ルーリー持ち込みエコ企画「ルーリーうめ子の地球にやさしい課???」                                                                        |
| 8  | 2011年1月1日   | 対決企画「ルーリーうめ子のどっちが上なんです課???」                                                                                    |
| 9  | 2011年2月3日   | ルーリーうめ子in雪山!（川場スキー場）                                                                                                  |
| 10 | 2011年3月3日   | お世話になったスタッフさんの家に行って自慢の手料理でおもてなしスペシャル!!                                                             |
| 11 | 2011年4月3日   | お笑い芸人編(1) |
| 12 | 2011年5月2日   | お笑い芸人編(2) |
| 13 | 2011年6月2日   | お笑い芸人編(3) |
| 14 | 2011年7月2日   | お笑い芸人 完結編（品はちライブで漫才披露）                                                                                            |
| 15 | 2011年8月1日   | よみうりランドで遊ぼうSP（前編） |
| 16 | 2011年9月1日   | よみうりランドで遊ぼうSP（後編） |
| 17 | 2011年10月1日  | 「ルーリーうめ子のどっちが上なんです課?」Part2 ※ゲスト：フォンチー（アイドリング!!!8号（当時））                                       |
| 18 | 2011年11月3日  | お料理に挑戦!!（ABC Cooking Studio コレド日本橋スタジオ）                                                                              |
| 19 | 2011年12月1日  | 来年の運勢を占いません課??? |
| 20 | 2012年1月1日   | メイド喫茶に行ってみません課???（メイドカフェ・ぴなふぉあ）                                                                            |
| 21 | 2012年2月3日   | 釣りしてみません課???（としまえんフィッシングエリア）                                                                                  |
| 22 | 2012年3月1日   | サンリオピューロランドをうめ子が案内しちゃいます課???                                                                                  |
| 23 | 2012年4月2日   | 観光スポット探しちゃいません課???（前編）※（東京スカイツリー周辺）                                                                     |
| 24 | 2012年5月6日   | 観光スポット探しちゃいません課???（後編）                                                                                              |
| 25 | 2012年6月2日   | ハイキングしません課???（檜原都民の森）                                                                                                |
| 26 | 2012年7月2日   | マラソンの特訓をしません課??? |
| 27 | 2012年8月2日   | 登山マラソン完結編 |
| 28 | 2012年9月6日   | 登山マラソン結果発表&ADからディレクターに昇格したスタッフを祝おう!!                                                                    |
| 29 | 2012年10月11日 | ルリうめ 食欲の秋SP!! |
| 30 | 2012年11月1日  | 番組のグッズを作りません課??? |
| 31 | 2012年12月3日  | 恋愛の相談に乗ってみません課??? |
| 32 | 2013年1月3日   | お正月ぽいことをやってみません課??? |
| 33 | 2013年2月2日   | おいしいスイーツを食べてみません課???（ナンジャタウン）                                                                                |
| 34 | 2013年3月2日   | 桜を見に行きません課???→ワニを見に行きません課???（熱川バナナワニ園）                                                                  |
| 35 | 2013年4月2日   | おいしいラーメンを食べに行きません課???（新横浜ラーメン博物館）※ゲスト：清久レイア（アイドリング!!!30号）                              |
| 36 | 2013年5月1日   | バーベキューをしてみません課???（京王フローラルガーデンANGE）                                                                          |
| 37 | 2013年6月1日   | 3周年を振り返ってみません課??? |
| 38 | 2013年7月2日   | ルーリーソロデビュー記念 お肉を食べに行きません課???（東京ミートレア）                                                                 |
| 39 | 2013年8月1日   | うめ子のお誕生日を祝いません課??? |
| 40 | 2013年9月3日   | ルーリー生誕祭スペシャル!!! |
| 41 | 2013年10月1日  | オリンピックでおもてなししません課???                                                                                                  |
| 42 | 2013年11月1日  | トリックアートに挑戦しません課??? |
| 43 | 2013年12月1日  | レストランのお仕事を体験してみません課???（前編）（ピザハットナチュラル松戸五香店）                                                    |
| 44 | 2014年1月1日   | レストランのお仕事を体験してみません課???（後編）                                                                                      |
| 45 | 2014年2月5日   | チョコレートを作ってみません課??? |
| 46 | 2014年3月1日   | 春のオシャレコーディネート対決??? |
| 47 | 2014年4月2日   | 江戸切子に挑戦!!! |
| 48 | 2014年5月7日   | マジックに挑戦しません課??? |
| 49 | 2014年6月4日   | 父の日にプレゼントを作ってみません課???                                                                                                |
| 50 | 2014年7月5日   | 5年目突入!2時間スペシャル!視聴者の質問に答えてみません課??? ※VTR出演：石田佳蓮（アイドリング!!!28号）、橘ゆりか（アイドリング!!!19号） |

## DVD
- ルーリーうめ子のなんでもやります課???～トライアスロン編～（ポニーキャニオン、2011年8月3日発売）
- ルーリーうめ子のなんでもやります課???～旅館と海編～（ポニーキャニオン、2011年9月7日発売）

## イベント
- 2011年9月24日 「ルーリーうめ子のなんでもやります課???」DVD発売イベント（ポニーキャニオン本社）
2011年10月1日初回放送分（#17）でイベントの模様が放送された。